# 97.7 Ràdio València
La 97.7 Ràdio Levante, anteriorment anomenada La 97.7 Ràdio, també coneguda, per la seua sintonia, simplement, com a 97.7 València, fou una emissora de ràdio que va emetre per a quasi tota la província de València, i podia ser captada en un radi que oscil·lava entre el Montgó, a Dénia, i el Desert de les Palmes, a Benicàssim. La seua programació es va basar majoritàriament en l'emissió de música, encara que també s'hi emetien programes de temàtica valenciana, informatius i programes sobre les Falles, els equips de futbol valencians i informació comarcal.
Formava part del grup Editorial Prensa Ibérica des del 22 de febrer del 2006, al qual també pertany el diari Levante-EMV, entre altres mitjans. Fins aleshores, formava part de la Compañía de Radiodifusión Intercontinental. La cadena té el seu origen a l'antiga Radio Intercontinental, fundada al 1950, la freqüència de la qual, a València fou substituïda, al juny del 1984, per una ràdio de caràcter modern i progressista, i més continguts d'entretenimient, música i informació de proximitat, que també incloïa programació en valencià, anomenada Intervalència Ràdio. Aquesta ràdio va durar fins al 7 d'octubre del 1992, quan la seua freqüència fou substituïda per la de l'emissora 97.7 València.
Al desembre del 2020, el grup Editorial Prensa Ibérica va negociar amb Radio María España la venda de l'emissora, que ja es trobava en procés de desmantellament a causa d'un ERO. Finalment, el 26 d'abril del 2021, al voltant de les 22:15 hores, la 97.7 València va cessar definitivament les seues emissions, i la seua freqüència va ser substituïda per la de Radio María.